# Tissalatène
Tissalatène est une localité et une commune rurale du Mali chef-lieu d'arrondissement dans le cercle de Anouzagrène et la région de Ménaka. La commune a pour chef-lieu la localité de Tissalatène.

## Géographie
La localité de Tissalatène est située au sud-est du chef-lieu de cercle Anouzagrène.

## Histoire
La commune est créée en 2023.

## Village
La commune est composée d'un village :
- Tissalatène